# Maciej Feldhuzen
Maciej Feldhuzen (ur. 26 kwietnia 1906 w Warszawie, zm. 11 listopada 1990 w Rio de Janeiro) – polski dziennikarz, korespondent wojenny, po II wojnie światowej na emigracji.

## Życiorys
Był synem Adama i Ireny. Wychowywała go matka (rodzice byli rozwiedzeni).
Ukończył Gimnazjum Konopczyńskiego i studia ekonomiczne w Institut supérieur de commerce w Antwerpii. W 1930 powrócił do Polski, pracował jako dziennikarz w Gazecie Handlowej, dziale prasowym polskiej fabryki General Motors oraz dziale prasowym przedstawicielstwa Austro-Daimler. Następnie został dziennikarzem Kuriera Polskiego, w którym pracował jako korespondent zagraniczny, w tym od 1937 w Pradze. Został stamtąd wydalony po wybuchu II wojny światowej. W czasie wojny obronnej w 1939 został przydzielony jako tłumacz do Legionu Czechów i Słowaków. 18 września 1939 dostał się do niewoli sowieckiej, z której jednak uciekł. Granicę z Rumunią przekroczył razem z Melchiorem Wańkowiczem. Następnie przedostał się do Francji, gdzie krótko pracował w wydawanym przez Rząd RP na uchodźstwie. Po upadku Francji przedostał się do Wielkiej Brytanii. 
W Wielkiej Brytanii służył początkowo w kompanii sztabowej I Korpusu Polski, w stopniu kaprala (z cenzusem). Został dziennikarzem Dziennika Żołnierza, następnie Dziennika Polskiego i Dziennika Żołnierza. Równocześnie na początku 1944 został przydzielony do Kwatery Prasowej przy Gabinecie Naczelnego Wodza. Jako korespondent wojenny przeszedł od lipca 1944 szlak bojowy razem z 1 Dywizją Pancerną gen. Stanisława Maczka. Razem z Tadeuszem Horko należał do pierwszych polskich dziennikarzy, którzy od zachodu przekroczyli granicę III Rzeszy w czasie działań wojennych. 
W latach 1945–1948 był redaktorem naczelnym wydawanego w Brukseli przez polskie władze emigracyjne pisma Polonia. W 1948 wyjechał na stałe do Brazylii, tam początkowo pracował dorywczo, poza dziennikarstwem. W 1962 został jednym z założycieli Stowarzyszenia Korespondentów Prasy Zagranicznej w Rio de Janeiro, w kolejnych latach był m.in. jego sekretarzem generalnym i wiceprezesem. W latach 60. rozpoczął współpracę z agencją prasową Foreign News Service założoną przez Bolesława Wierzbiańskiego, został jej południowoamerykańskim korespondentem. Od 1975 był korespondentem nowojorskiego Nowego Dziennika, od 1979 korespondentem The Daily Telegraph. Pisał też artykuły dla Financial Times, Dziennika Polskiego i Dziennika Żołnierza, paryskiej Kultury oraz emigracyjnej prasy w Brazylii i Argentynie. Współpracował także z Rozgłośnią Polską Radia Wolna Europa. 
Był członkiem Polskiego Ruchu Wolnościowego Niepodległość i Demokracja, przewodniczącym Rady Stowarzyszenia Polskich Kombatantów w Brazylii, członkiem Polskiego Instytutu Naukowego w Ameryce.
W 1947 opublikował wspomnienia Wojna skończyła się wczoraj. Jego relacja Spojrzenie z Rio de Janeiro ukazała się w tomie Dziennikarze polscy na emigracji. Wspomnienia z lat 1937-1989 (wyd. 2001).